# Masacre de Chuknagar
Masacre de Chuknagar (en bengalí: চুকনগর গণহত্যা) fue una masacre cometida por el ejército de Pakistán durante la guerra de liberación de Bangladés en 1971. La masacre tuvo lugar el 20 de mayo de 1971 en Dumuria en Khulna y fue una de las masacres más grandes durante la guerra. Se desconoce el número exacto de personas asesinadas en la masacre. La académica Sarmila Bose, en su polémico libro descarta las afirmaciones de que 10 000 personas fueron asesinadas como «inútiles» y argumenta que el número documentado de atacantes no podría haber disparado a más de varios cientos de personas antes de que se quedasen sin municiones. La mayoría de las personas muertas en la masacre eran hombres, aunque también fueron asesinados un número desconocido de mujeres y niños.

## Masacre
Chuknagar es una pequeña ciudad en Dumuria de Khulna, adyacente a la frontera con la India. Tras el comienzo de la guerra, muchas personas huyeron de Khulna y Bagerhat. Cruzaron el río Bhodra y llegaron a Chuknagar para cruzar la frontera por la carretera de Satkhira. El 15 de mayo de 1971, un gran número de refugiados de localidades cercanas se reunieron en Chuknagar, cuando surgieron rumores de un inminente ataque paquistaní. El 20 de mayo, alrededor de las 10:00 horas, un grupo de 10 a 30 militares paquistaníes equipados con rifles semiautomáticos y ametralladoras ligeras llegaron en tres camiones. Se detuvieron en un lugar llamado Jhautala (entonces conocido como Pathkhola) en la esquina izquierda del bazar de Chuknagar. Luego abrieron fuego en los terrenos de Pathkhola y más tarde se trasladaron al bazar de Chuknagar y continuaron disparando hasta las 15:00.
Muchas personas se ahogaron al saltar al río en un intento en gran parte inútil de huir de la carnicería. La población local, más tarde se deshizo de los cadáveres arrojándolos al río.

## Monumento

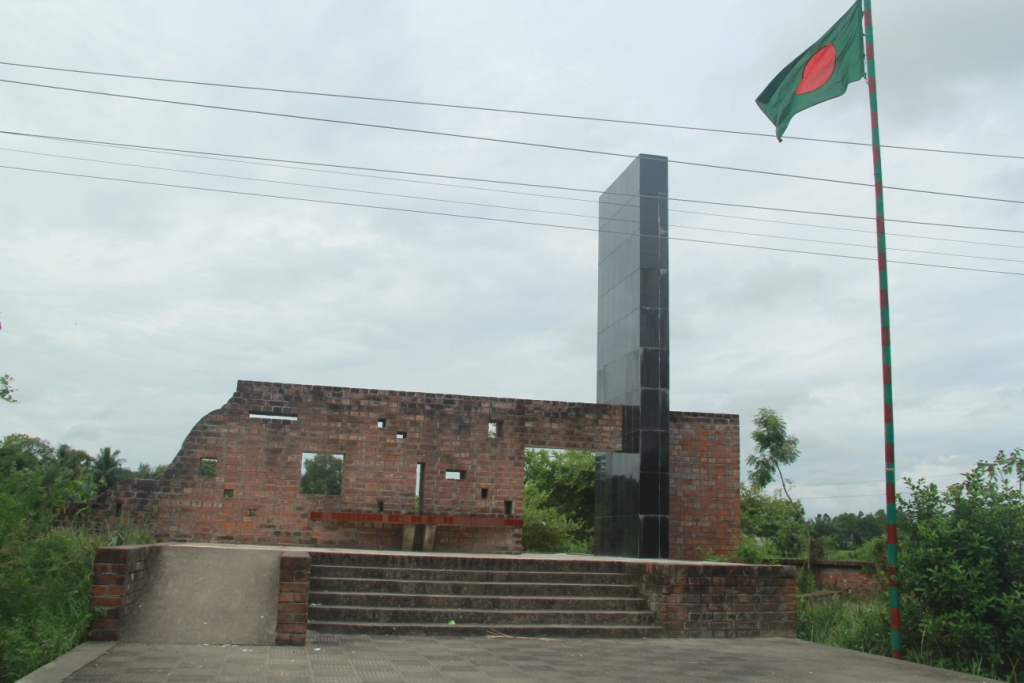
Monumento en Chuknagar

Se construyó un monumento para rendir homenaje a las personas que murieron en la masacre. El monumento se llama Chuknagar Shohid Smritishoudho o monumento conmemorativo de los mártires de Chuknagar.